# Record News Brasil
Record News Brasil foi um telejornal noturno brasileiro, que foi produzido e exibido pela Record News. Estreou em 2007, apresentado por Eduardo Ribeiro e posteriormente por Roberta Marques.

## O telejornal
O telejornal com duração de 45 minutos, contava com reportagens, séries, entrevistas e participações ao vivo de comentaristas e de repórteres de diferentes partes do país. Foi apresentado por Eduardo Ribeiro e Roberta Marques.
Exibido de segunda a sábado, foi o primeiro programa transmitido ao vivo pelo novo canal, que teve, na estreia, a participação especial do presidente Luiz Inácio Lula da Silva e de outras personalidades políticas e empresariais do país.